# Believe (álbum de Justin Bieber)
Believe es el tercer álbum de estudio del cantante y compositor canadiense Justin Bieber. El disco salió al mercado el 15 de junio de 2012. El 22 de febrero de 2012, el cantante anunció en su cuenta de Twitter que el primer sencillo sería lanzado en marzo. Este anuncio nuevamente lo confirmó el 1 de marzo durante una invitación al programa televisivo The Ellen DeGeneres Show donde declaró que el primer sencillo se lanzaría el 26 de marzo de 2012 y se llamaría «Boyfriend». La canción tuvo reseñas mixtas por parte de la crítica y consiguió una buena recepción comercial, de hecho, debutó en la segunda posición del Billboard Hot 100 en los Estados Unidos y se convirtió en el sencillo con más ventas en la primera semana de lanzamiento. 
Durante 2012, Believe vendió 1 324 000 copias en Estados Unidos, donde fue el sexto álbum más vendido del año, según Nielsen SoundScan. Paralelamente, hasta junio de 2013 vendió 33 000 copias en Chile, donde se convirtió en el octavo álbum más vendido en formato físico durante el siglo XXI y en el tercer título anglo más vendido durante dicho periodo, después de 21 de Adele (2011) y Take Me Home de One Direction (2012). De acuerdo a la Federación Internacional de la Industria Fonográfica, Believe fue el sexto álbum más vendido del 2012, con 3 millones de copias distribuidas globalmente.

## Antecedentes y grabación
A finales de 2011 Justin Bieber reveló en una entrevista en la emisora Capital UK FM que se encontraba trabajando en su futuro álbum. Dijo también que Kanye West y Drake colaborarían en el disco y declaró: "estoy trabajando con mucha gente interesante. Estoy trabajando con Kanye. Drake va a trabajar en el álbum conmigo".  El 17 de diciembre de 2011, en un concierto en Los Ángeles, el cantante Drake confirmó que estaba trabajando en Believe. Dos meses más tarde el gerente de Bieber, Scooter Braun, escribió a través de Twitter que los dos cantantes —Drake y Kanye West— estaban programados para grabar en el estudio.

## Promoción

### Sencillos
- «Boyfriend»: es el primer sencillo del álbum. Bieber anunció en su cuenta de Twitter el 22 de febrero de 2012, que sería lanzado al mercado en marzo.[2] Lo volvió a confirmar el 1 de marzo en el programa televisivo The Ellen DeGeneres Show donde anunció que el primer sencillo se llamaría «Boyfriend» y se publicaría el 26 de marzo de 2012.[3] La canción recibió reseñas mixtas por parte de la crítica y tuvo una buena recepción comercial ya que debutó en la segunda posición del Billboard Hot 100 en los Estados Unidos y se convirtió en el sencillo con más ventas en la primera semana de 2012.[9] También alcanzó el décimo puesto en la lista Pop Songs y debutó en el número uno en los conteos musicales de Canadá y en el Ultratop tanto de Flandes y Valonia en Bélgica, mientras que la consecución en los diez primeros en Australia, Nueva Zelanda y los Países Bajos, y los veinte primeros en Finlandia, Irlanda y Suiza.

### Sencillos Promocionales
El primer sencillo promocional del álbum, es «Die in Your Arms» producida por Rodney Jerkins , Dennis Jenkins Aganee, Travis Sayles, fue lanzado en iTunes el 29 de mayo de 2012. La canción de tiene samples de «We Got a Good Thing Going» de Michael Jackson. El segundo sencillo promocional de «All Around the World» con la colaboración de Ludacris fue lanzado en iTunes el 4 de junio de 2012. «As Long as You Love Me», con la colaboración Big Sean fue puesto en libertad el 11 de junio de 2012, como el tercer sencillo promocional.

### Otras canciones
«Turn to You (Mother's Day Dedication)» fue lanzado como un sencillo promocional para el Día de la Madre el 11 de mayo de 2012, en homenaje a su madre y con el propósito de recaudar fondos para las madres solteras, pero no fue puesto en el listado de canciones de Believe. 

| Canción                  | País              | País                      | País                | País               | País                     | País   | País   | País             |
| Canción                  | Bandera de Canadá | Bandera de Estados Unidos | Bandera de Colombia | Bandera de Hungría | Bandera de Nueva Zelanda | [ 15 ] | [ 16 ] | Bandera de Japón |
| ------------------------ | ----------------- | ------------------------- | ------------------- | ------------------ | ------------------------ | ------ | ------ | ---------------- |
| «Beauty And A Beat»      | 47                | 72                        | 21                  | —                  | —                        | 85     | —      | 11               |
| «All Around The World»   | 10                | 22                        | 8                   | —                  | —                        | 55     | —      | 78               |
| «Believe»                | 100               | 100                       | 200                 | —                  | —                        | —      |        |                  |
| «Right Here»             | 100               | 95                        | 22                  | —                  | —                        | —      | —      | —                |
| «As Long As You Love Me» | 80                | 88                        | 11                  | —                  | —                        | 30     | —      | —                |

## Lista de canciones

### Edición estándar
| N.º | Título                                  | Escritor(es) | Productor(es)                                         | Duración |  |
| 1.  | «All Around the World» (Con Ludacris)   | Adam Messinger; Justin Bieber; Nasri Atweh; Nolan Lambroza                                                                                    | The Messengers; Nolan Lambroza                        | 4:03     |  |
| 2.  | «Boyfriend»                             | Justin Bieber; Matthew Musto; Mike Posner | Mike Posner; MDL; Kuk Harrell                         | 2:52     |  |
| 3.  | «As Long As You Love Me» (Con Big Sean) | Andre Lindal; Justin Bieber; Nasri Atweh; Rodney Jerkins                                                                                      | Rodney Jerkins; Andre Lindal                          | 3:49     |  |
| 4.  | «Catching Feelings»                     | Justin Bieber | The Pentagon; J. Que; Kuk Harrell                     | 3:54     |  |
| 5.  | «Take You»                              | Justin Bieber | soFLY & Nius; Kuk Harrell                             | 3:42     |  |
| 6.  | «Right Here» (Con Drake)                | Antonio Dixon; Eric Dawkins; Justin Bieber | Hit-Boy; Kuk Harrell                                  | 3:24     |  |
| 7.  | «Fall»                                  | Jacob Luttrell; Justin Bieber | Jacob Luttrell; MDL; Kuk Harrell                      | 4:08     |  |
| 8.  | «Die In Your Arms»                      | Alphonso Mizell; Berry Gordy, Jr.; Freddie Perren; Herb Rooney; Justin Bieber; Kelly Lumpkins; Rodney Jerkins; Thomas Lumpkins; Travis Sayles | Darkchild; Dennis Jenkins; Travis Sayles; Kuk Harrell | 3:57     |  |
| 9.  | «Thought Of You»                        | Ariel Rechtshaid; Justin Bieber | Diplo                                                 | 3:50     |  |
| 10. | «Beauty and a Beat» (Con Nicki Minaj)   | Max Martin; Onika Maraj; Savan Kotecha; Anton Zaslavski                                                                                       | Zedd                                                  | 3:46     |  |
| 11. | «One Love»                              | Justin Bieber; Brandon Green | Maejor                                                | 3:49     |  |
| 12. | «Be Alright»                            | Dan Kanter; Justin Bieber | Adam Messinger; NASRI; Kuk Harrell                    | 3:11     |  |
| 13. | «Believe»                               | Adam Messinger; Justin Bieber; Nasri Atweh; Nolan Lambroza                                                                                    | Adam Messinger; NASRI; Kuk Harrell                    | 3:42     |  |

### Edición Deluxe
| N.º | Título                        | Escritor(es)                                                      | Productor(es)                        | Duración |  |
| 14. | «Out Of Town Girl»            | Kenneth Coby, Graham Edwards, Liam Horne                          | Soundz                               | 3:33     |  |
| 15. | «She Don't Like The Lights»   | Andre Lindal; Justin Bieber; Rodney Jerkins                       | Darkchild; Andre Lindal; Kuk Harrell | 3:59     |  |
| 16. | «Maria»                       | August Rigo; Justin Bieber; Rodney Jerkins; Scott "Scooter" Braun | Darkchild; Kuk Harrell               | 4:08     |  |
| 17. | «Fairytale» (Con Jaden Smith) | Bernard Harvey; Anthony Saunders; Jaden Smith; Justin Bieber      | Bernard Harvey; Kuk Harrell          | 3:13     |  |

La edición Deluxe incluye Out Of Town Girl, She Don't Like The Lights y Maria.
La edición Deluxe de iTunes incluye Love Me Like You Do.
La edición Sueca incluye Fairytale con Jaden Smith.
Make You Believe, Just Like Them y Hey Girl fueron grabadas para el álbum, pero finalmente quedaron descartadas.

### Believe Acoustic
| N.º | Título                                         | Duración |  |
| 1.  | «Boyfriend (Acoustic Version)»                 | 3:07     |  |
| 2.  | «As Long As You Love Me (Acoustic Version)»    | 3:41     |  |
| 3.  | «Beauty and a Beat (Acoustic Version)»         | 2:24     |  |
| 4.  | «She Don't Like the Lights (Acoustic Version)» | 3:35     |  |
| 5.  | «Take You (Acoustic Version)»                  | 2:59     |  |
| 6.  | «Be Alright (Acoustic Version)»                | 3:30     |  |
| 7.  | «All Around the World (Acoustic Version)»      | 2:36     |  |
| 8.  | «Fall (Acoustic Version)»                      | 3:43     |  |
| 9.  | «Yellow Raincoat»                              | 3:44     |  |
| 10. | «I Would»                                      | 3:47     |  |
| 11. | «Nothing Like Us (Bonus Track)»                | 3:19     |  |

### Certificaciones
| Certificaciones de Believe |      |         |   |        |
| Brasil                     | ABPD | Platino | ▲ | 40 000 |

## Historial de lanzamientos
| Región | Datos               | Formato(s)           | Etiqueta |
| ------ | ------------------- | -------------------- | -------- |
| Mundo  | 19 de junio de 2012 | CD, descarga digital | Island   |